# コバネコロギス
コバネコロギス（小羽蟋蟋螽、Neanias magnus）は、バッタ目コロギス科の昆虫。鱗片状に退化した小さな羽を持つコロギスの一種。

## 形態
体長20mm前後。メスはオスよりやや大きい。体は黄色-赤みがかった褐色で産地・個体によりかなり色彩の変化がある。稀に全身が黒褐色を呈するものまで居る。背面はやや色が濃い。脚も黄色から赤褐色。腹部は節の部分が濃い色で縁取られ、このため腹部には縞模様が浮かぶ。前・中脚脛節には棘が並ぶ。この棘は捕食行動の際用いる他葉を綴る際抱え込むようにして滑り止めの役目を果たす。後脚はあまり長くなく、腿節もあまり膨らまない。このため跳躍力はさして強くないが、危険を感じると跳躍した後素早く走って逃げる。頭部には非常に長い触角を備え、複眼は黒色、単眼は3つあり乳白色。羽は極めて小さく退化している。産卵管は褐色で棒状。腹部よりやや短く著しく上方に向かって反っている。

## 分布
本州、四国、九州、屋久島、トカラ列島以南の南西諸島、台湾に分布。コロギスやハネナシコロギスよりも南方系であり、関東地方を北限とする。

## 生態
平地-亜高山帯までの広葉樹林に生息し、昼間は自ら出した糸で綴り合わせた葉に潜み、夜間這い出してきて行動する。クモの中にも同じように葉を綴って昼間その中に潜む種類が居るが、クモはコロギスのように葉を噛み切ることが出来ないため、住居による区別は容易である。また本種の糸には粘りけがない。
主に動物質を食べるが、自分より小さな昆虫の他、地面で轢かれて死んだ虫なども食べる。また樹液や蜜や果実、アブラムシやカイガラムシの排泄物など甘みのある物を好んで摂取する。特に花の蜜を好むようで、様々な花を良く訪れていて少なからず受粉の役を買っているようである。
ハネナシコロギス同様、腹部及び脚部に発音器を備え発音する。
コロギスのように威嚇をすることはなく、危険を感じると跳躍後素早く走って逃げ、隙間が有ればコオロギのように潜り込んで隠れる。しかし、手でつまんだりすると激しく抵抗し、噛みついてくる。
しばしばツリアブモドキ類の幼虫に寄生されることがあり、幼虫が腹部から脱出すると寄生主であるコバネコロギスは死に至る。
成虫で越冬し、春先に繁殖行動をすることを除けばおおよその生態はコロギスやハネナシコロギスと同じである。
しかし本種の生態についてはまだ不明な点が多く、特に離島に生息するものは生態や形態が違う場合があり、別種かどうかの判別について研究・調査が待たれる。

## 分類

### 日本のコバネコロギス属
形態的な変異が大きく、コバネコロギスのうち沖縄県の一部に生息するものには別名が付けられて区別されるが、同種内の変異なのか亜種や別種として区別すべきかは十分な結論が出されていない。
- コバネコロギス属 Metriogyllacris Karny, 1927
  - コバネコロギス Metriogyllacris magnus (Matsumura et Shiraki, 1908)

本州、四国、九州、屋久島、トカラ列島以南の南西諸島、台湾。詳細は本項を参照。
- - オオコバネコロギス型 （おそらく Metriogyllacris comes Gorochov, 2002 に相当する）

宮古島、西表島、与那国島。
- - クロガネコバネコロギス型 Metriogyllacris magnus var.?

沖永良部島
- - タテスジコバネコロギス Metriogyllacris fasciatus (Ichikawa, 2001)

八丈島、対馬、宝島（トカラ列島の島）

### 近似種
- コロギス
- ハネナシコロギス